# エルヴィン・ネーアー
エルヴィン・ネーアー（Erwin Neher、1944年3月20日 - ）はドイツの生物学者。ゲッティンゲン大学名誉教授。細胞膜の個々のイオンチャネルを直接検出するパッチクランプ法の開発により、1991年ベルト・ザクマンと共にノーベル生理学・医学賞を受賞。

## 歴席
バイエルン州ランツベルク・アム・レヒに生まれる。1966年ミュンヘン工科大学卒業後、フルブライト奨学金を受けて渡米、1966年からウィスコンシン大学マディソン校で生物物理学の修士号を取得。1970年にミュンヘンのマックス・プランク精神医学研究所でPh.D.を取得した。イェール大学で博士研究員となった後は、1983年から2011年までゲッティンゲンにあるマックス・プランク生物物理化学研究所の所長を務めた。
1994年、華中理工大学より名誉博士号が授与された。

## 受賞歴
- 1983年 - アルデン・スペンサー賞（ベルト・ザクマンと共同受賞）
- 1986年 - ルイザ・グロス・ホロウィッツ賞（ベルト・ザクマンと共同受賞）
- 1989年 - ガードナー国際賞（ベルト・ザクマンと共同受賞）
- 1991年 - ラルフ・W・ジェラルド賞、ノーベル生理学・医学賞